# بوسه خون‌آشام
بوسه خون‌آشام (به انگلیسی: Vampire's Kiss) فیلمی محصول سال ۱۹۸۹ به کارگردانی رابرت بیرمن است. در این فیلم بازیگرانی همچون نیکلاس کیج، ماریا کونچیتا آلونسو، جنیفر بیلز، الیزابت اشلی، کیسی لمونز، مایکل نوولز، جان مایکل هیگینس، جودی مارکل، مارک کوپولا و دیوید هاید پیرس ایفای نقش کرده‌اند.

## خلاصه داستان
مردی پس از برخورد با زنی و گاز گرفته شدن توسط او، احساس می‌کند تبدیل به یک خون‌آشام شده و…